# Tekočina
Tekočina je tudi izraz za kapljevine.
Tekočína (tudi flúid) je skupno ime za podmnožico faz snovi, ki zajema kapljevine in pline, v posplošenem smislu pa lahko med tekočine uvrščamo tudi plazmo in plastične trdnine.
Skupna lastnost tekočin je, da lahko tečejo (se stalno deformirajo) in se ne upirajo deformaciji. Drugače povedano: tekočine zavzamejo obliko posode, v katerih so shranjene. Vzrok temu je, da v tekočinah v pogojih statičnega ravnovesja ni strižnih sil. Posledica tega je Pascalov zakon iz katerega sledi pomembna vloga tlaka pri označevanju stanja tekočine. Plini ne tvorijo kapljic in se širijo po celotnem prostoru. 
Izraz tekočina se večkrat uporablja kot sopomenka za kapljevino. To lahko zavaja in včasih očitno ne ustreza, še posebej, če govorimo o kapljevinah, ne da bi omenjali plinasto stanje. »Zavorna tekočina« je hidravlično olje, in če je v njej navzoč plin, ne bo opravljala svoje funkcije. V medicini se izraz tekočina uporablja pri predpisani prehrani (»pijte veliko tekočine«), kjer je navzočnost plinov nepomembna ali celo škodljiva.
Gibanje in deformacijo tekočin obravnava veja fizike, imenovana mehanika tekočin.
Najbolj znani tekočini sta voda in zrak, oziroma kisik. Voda je pri standardnih razmerah v kapljevinastem stanju, zrak pa v plinastem. Kisik je pri normalnem tlaku kapljevinast med 50,35 K in 90,18 K (−222,81 °C in −182,81 °C). Znani tekočini sta tudi olje in živo srebro.
Hitrost tlaka je odvisna od:
- tekočine: (med – voda), med je bolj viskozen, zato teče počasneje,
- višinske razlike: višji kot je hrib, hitreje teče,
- preseka cevi: večji kot je presek, počasneje teče,
- količine tekočine.

Pretok tekočine uravnavamo s pipami in ventili. Pretok nam pove koliko vode preteče v časovni enoti. Vodo z nižjih mest na višja črpamo s črpalkami.